# Ferdinand Kinon
Ferdinand Kinon (* 29. Oktober 1867 in Stolberg (Rheinland); † 8. November 1919 in Aachen) war ein deutscher Glas- und Spiegelfabrikant sowie erster serienmäßiger Produzent für Verbund-Sicherheitsglas in Deutschland.

## Leben und Wirken
Der Sohn des Glasfabrikanten Nikolaus Franz Viktor Kinon (1831–1887) und der Henriette Willems (1843–1925) durchlief nach seiner Schulzeit eine kaufmännische Lehre in der väterlichen Glas- und Spiegelmanufaktur. Diese hatte der Vater 1871 in Burtscheid errichtet und wurde nach dessen frühen Tod zunächst von Ferdinands Mutter alleine geleitet. Im Jahre 1894 übernahm Ferdinand die kaufmännische Leitung des Betriebes und wurde zugleich neben seiner Mutter und gemeinsam mit seinem Bruder Viktor (1869–1934), der als technischer Leiter eingesetzt war, Gesellschafter der Firma.

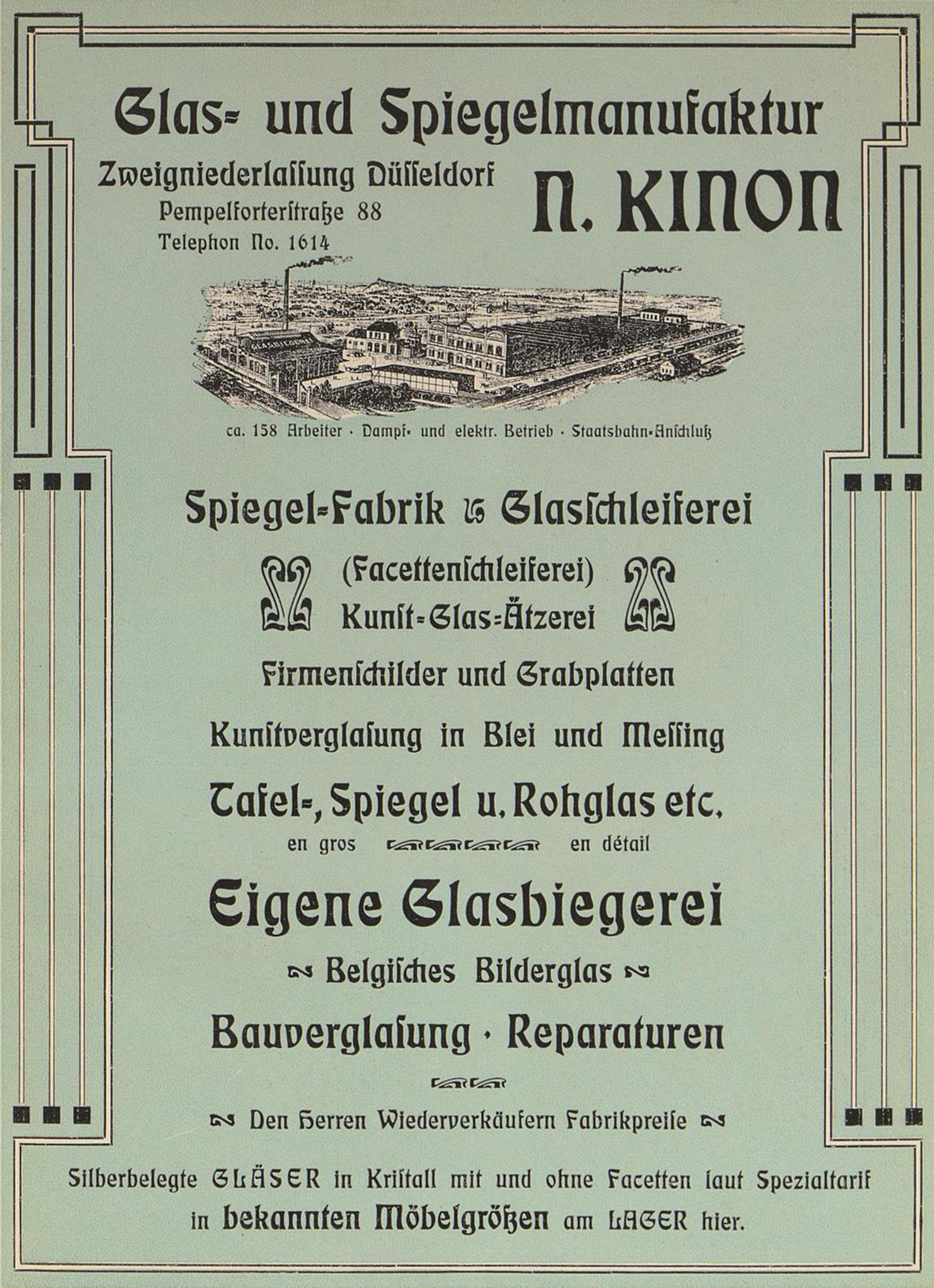
Anzeige Glas- und Spiegelmanufaktur N. Kinon Zweigniederlassung Düsseldorf, Pempelforter Straße 88, 1905

Durch gezielte Betriebserweiterungen um eine Glasbiegerei, eine Fertigungsanlage für Blei- und Messingverglasung und eine Firmenschilder-Malerei sowie geschickte Firmenexpansionen setzte nun eine starke Aufwärtsentwicklung des Unternehmens ein. So gründete Kinon noch im Jahre 1894 eine Filiale in Köln, welcher im Jahr 1902 eine weitere in Düsseldorf-Pempelfort und 1909 eine in Leipzig folgte. Wenig später erwarb er in Berlin die bedeutende Glasmanufaktur Röder, Meyer & Compagnie Hohenschönhausen, wo er 1912 noch eine neue Spiegelfabrik fertigstellte. Diese Filiale wurde nun in Berlin-Aachener Spiegelmanufaktur Röder, Meyer & Compagnie umfirmiert und war bis 1930 existent.
Ein bedeutender Durchbruch gelang Ferdinand Kinon im Jahr 1910 mit dem Erwerb der Herstellungsrechte von der Pariser Société du Verre Triplex auf das ein Jahr zuvor patentierte Verbund-Sicherheitsglas des Chemikers Édouard Bénédictus. In diesem Verfahren wurden zwei Glastafeln nacheinander mit einer Gelatine- und Cellulose-Schicht überzogen, dann mit einer Celluloidschicht im Spiritusbad zusammengelegt und von einer hydraulischen Presse unter erhöhter Temperatur splitterfest miteinander verklebt. Zur Herstellung dieser neuen Produkte wurde von Ferdinands Bruder Viktor eine zusätzliche Fertigungsanlage gebaut, die 1913 in Betrieb ging. Hier begann man nun zunächst mit der Produktion unter anderem von Verbundglas für den Automobilbau und vor allem von schussfestem Glas sowie gefärbten Verbundgläsern für Fliegerbrillen.
Damit war es Ferdinand Kinon und seinem Bruder gelungen, als erstes Unternehmen in Deutschland nach Frankreich (1910), England und den USA (1911) serienmäßig Sicherheitsglas herzustellen.
Im Anschluss an Ferdinands Tod im Jahr 1919 übernahm sein Bruder Viktor die Gesamtleitung des Unternehmens, erwarb 1927 die Bénédictus-Patente für den deutschen Raum und führte diese unter dem Handelsnamen Kinonglas ein. Noch im gleichen Jahr wurde Kinonglas von Ford Deutschland in Berlin und Horch in Zwickau für Windschutzscheiben im Automobilbau serienmäßig verwendet.
Da aus der Ehe von Ferdinand Kinon mit Helene Westendorp (1874–1959), Tochter des Kunstfotografen Eugen Westendorp, nur eine Tochter hervorgegangen war, stiegen seine drei Neffen, Söhne seines Bruders Viktor, in die Firma ein und übernahmen wichtige Führungsfunktionen. So gehörte Walter Kinon (1895–1961) zum Direktorium, Ferdinand junior (* 1896) wurde Technischer Leiter und Hans (* 1905) Leiter des Verbundglasbetriebes. Gemeinsam führten sie das Unternehmen 1952 als Tochterunternehmen in die Vereinigte Glaswerke Aachen GmbH (VEGLA), Zweigniederlassung sowie für Deutschland und Mitteleuropa zuständige Hauptvertretung des französischen Industriekonzerns Compagnie de Saint-Gobain. In dieser Konstellation besteht das von Ferdinand Kinon gegründete Unternehmen noch heute und firmiert unter Kinon Aachen GmbH mit annähernd 190 Mitarbeitern. Auch die für Hochsicherheitsglas zuständige Saint-Gobain-Tochter Kinon Porz GmbH in Köln-Porz trägt in Erinnerung an Kinons Errungenschaft seinen Namen. Das letztgenannte Unternehmen lieferte das Spezialglas für den Grand Canyon Skywalk.
Ferdinand Kinon selbst fand seine letzte Ruhestätte in einer prachtvollen Gruft auf dem Aachener Ostfriedhof.